# Damas-et-Bettegney
Damas-et-Bettegney és un municipi francès, situat al departament dels Vosges i a la regió del Gran Est. L'any 2007 tenia 380 habitants.

## Demografia

### Població
El 2007 la població de fet de Damas-et-Bettegney era de 380 persones. Hi havia 149 famílies, de les quals 29 eren unipersonals (4 homes vivint sols i 25 dones vivint soles), 37 parelles sense fills, 66 parelles amb fills i 17 famílies monoparentals amb fills.
La població ha evolucionat segons el següent gràfic:
Habitants censats

### Habitatges
El 2007 hi havia 159 habitatges, 148 eren l'habitatge principal de la família, 4 eren segones residències i 7 estaven desocupats. 152 eren cases i 6 eren apartaments. Dels 148 habitatges principals, 119 estaven ocupats pels seus propietaris, 26 estaven llogats i ocupats pels llogaters i 3 estaven cedits a títol gratuït; 1 tenia dues cambres, 10 en tenien tres, 36 en tenien quatre i 100 en tenien cinc o més. 123 habitatges disposaven pel capbaix d'una plaça de pàrquing. A 62 habitatges hi havia un automòbil i a 75 n'hi havia dos o més.

### Piràmide de població
La piràmide de població per edats i sexe el 2009 era:
| Homes | Edats   | Dones |
| ----- | ------- | ----- |
| 0     | 95 o +  | 0     |
| 0     | 90 a 94 | 0     |
| 0     | 85 a 89 | 4     |
| 0     | 80 a 84 | 4     |
| 4     | 75 a 79 | 0     |
| 12    | 70 a 74 | 16    |
| 8     | 65 a 69 | 4     |
| 4     | 60 a 64 | 12    |
| 0     | 55 a 59 | 0     |
| 20    | 50 a 54 | 4     |
| 12    | 45 a 49 | 16    |
| 16    | 40 a 44 | 8     |
| 20    | 35 a 39 | 20    |
| 0     | 30 a 34 | 8     |
| 20    | 25 a 29 | 8     |
| 8     | 20 a 24 | 8     |
| 0     | 15 a 19 | 12    |
| 16    | 10 a 14 | 20    |
| 16    | 5 a 9   | 8     |
| 8     | 0 a 4   | 16    |

## Economia
El 2007 la població en edat de treballar era de 236 persones, 192 eren actives i 44 eren inactives. De les 192 persones actives 175 estaven ocupades (89 homes i 86 dones) i 17 estaven aturades (6 homes i 11 dones). De les 44 persones inactives 22 estaven jubilades, 12 estaven estudiant i 10 estaven classificades com a «altres inactius».

### Ingressos
El 2009 a Damas-et-Bettegney hi havia 141 unitats fiscals que integraven 364,5 persones, la mediana anual d'ingressos fiscals per persona era de 18.550 €.

### Activitats econòmiques
Dels 10 establiments que hi havia el 2007, 4 eren d'empreses de construcció, 1 d'una empresa de comerç i reparació d'automòbils, 1 d'una empresa de transport, 1 d'una empresa financera, 2 d'empreses de serveis i 1 d'una entitat de l'administració pública.
Dels 4 establiments de servei als particulars que hi havia el 2009, 1 era un paleta, 2 fusteries i 1 empresa de construcció.
L'any 2000 a Damas-et-Bettegney hi havia 12 explotacions agrícoles que ocupaven un total de 1.440 hectàrees.

## Equipaments sanitaris i escolars
El 2009 hi havia una escola elemental integrada dins d'un grup escolar amb les comunes properes formant una escola dispersa.

## Poblacions més properes
El següent diagrama mostra les poblacions més properes.